# وحدة متابعة تنفيذ رؤية عمان 2040
وحدة متابعة تنفيذ رؤية عمان 2040، جهاز مراقبة حكومي عماني يتبع مجلس الوزارء العماني، أنشئ بالمرسوم السلطاني رقم 2020/100 في 18 أغسطس 2020، ومهمته متابعة تنفيذ رؤية عمان 2040 وفق اختصاصات محددة. آلت مع إنشائه جميع المخصصات والأصول والحقوق والالتزامات والموجودات الخاصة بكل من: «وحدة دعم التنفيذ والمتابعة»، و«المديرية العامة لمتابعة الخدمات الحكومية» في الأمانة العامة لمجلس الوزراء العماني، ونص مرسوم إنشاء الوحدة على إلغاء «وحدة دعم التنفيذ والمتابعة» وكل ما يتعارض مع المرسوم 2020/100 أو يخالف أحكامه. يرأس الوحدة منذ إنشائها خميس بن سيف الجابري.

## الاختصاصات
- متابعة تنفيذ أهداف الرؤية المستقبلية عمان 2040 ونتائجها، ومؤشرات أداء الجهات المنوط بها تحقيقها.
- تقديم الدعم والمساندة للجهات المعنية بالرؤية المستقبلية عمان 2040، ومتابعتها، وذلك لضمان نجاح تنفيذها.
- العمل على توفير بيئة محفزة لتنفيذ الرؤية المستقبلية عمان 2040، بما في ذلك مشاريع الخطط التنموية والاقتصادية، ووضع الحلول والمعالجات المناسبة لمواجهة العقبات التي تعترضها.
- العمل على إيجاد، وتعزيز الشراكة الفاعلة بين مختلف الجهات المعنية بالرؤية المستقبلية عمان 2040 والقطاع الخاص، لضمان تنفيذ هذه الرؤية والخطط والمشاريع التنموية والاقتصادية ذات الصلة.
- تعزيز، وتطوير التعاون مع الجهات الحكومية، لتمكينها من التميز، وترسيخ ثقافة الابتكار ومبادئ الجودة الشاملة، وفق أفضل الممارسات الإدارية.
- متابعة الخدمات التي تقدم للجمهور للتأكد من جودتها وفق المعايير المعتمدة.
- وضع النظم والإجراءات الكفيلة لحصول المتعاملين مع الجهات الحكومية الخدمية على أفضل الخدمات.
- متابعة تنفيذ السياسات الخاصة بتبسيط الإجراءات، وتسهيل الخدمات.